# Paracles postflavida
Paracles postflavida är en fjärilsart som beskrevs av Rothschild 1922. Paracles postflavida ingår i släktet Paracles och familjen björnspinnare. Inga underarter finns listade i Catalogue of Life.